# زاویه اوج خورشیدی
زاویه اوج خورشیدی (انگلیسی: Solar zenith angle) یا (زاویه سَرسوی خورشیدی) زاویه سرسو خورشید است، یعنی زاویه بین پرتوهای خورشید و جهت عمود. این زاویه مکمل زاویه ارتفاع خورشیدی یا بلندی خورشیدی است که در دستگاه مختصات افقی یا دستگاه مختصات کروی به زاویه بین پرتوهای خورشید و صفحه افقی اشاره دارد.

در ظهر زاویه اوج خورشیدی به حداقل مقدار خود می‌رسد و برابر است با عرض جغرافیایی منهای زاویه مکان خورشید. این زاویه پایه ناوبری دریانوردان باستان برای پیمایش اقیانوس‌ها بوده است.
|  |

 زاویه اوج خورشیدی معمولاً همراه با زاویه سمت خورشیدی برای تعیین مکان خورشید از یک نقطه مشخص روی سطح زمین استفاده می‌شود.

## فرمول
{\displaystyle \cos \theta _{s}=\sin \alpha _{s}=\sin \Phi \sin \delta +\cos \Phi \cos \delta \cos h}
که در آن:
- {\displaystyle \theta _{s}} زاویه اوج خورشیدی است.
- {\displaystyle \alpha _{s}} زاویه ارتفاع خورشیدی است، به‌طوری‌که {\displaystyle \alpha _{s}=90^{\circ }-\theta _{s}}.
- {\displaystyle h} زاویه ساعتی در زمان خورشیدی محلی است.
- {\displaystyle \delta } مکان خورشید در زمان فعلی است.
- {\displaystyle \Phi } عرض جغرافیایی محلی است.

## استخراج فرمول با استفاده از نقطه زیرخورشیدی و تحلیل برداری
اگرچه فرمول می‌تواند با استفاده از قانون کسینوس برای مثلث کروی سرسو-قطب-خورشید استخراج شود، مثلثات کروی موضوعی پیچیده است.
با معرفی مختصات نقطه زیرخورشیدی و استفاده از تحلیل برداری، می‌توان این فرمول را به‌راحتی بدون نیاز به مثلثات کروی به دست آورد.
در دستگاه مختصات کارتزین زمین‌مرکز، زمین‌ایستا (دستگاه مختصات زمین‌مرکز، زمین‌ایستا):
مختصات نقطه زیرخورشیدی {\displaystyle (\phi _{s},\lambda _{s})} و نقطه مشاهده‌گر {\displaystyle (\phi _{o},\lambda _{o})} هستند. بردارهای واحد عمودی در دو نقطه، {\displaystyle \mathbf {S} } و {\displaystyle \mathbf {V} _{oz}}، به صورت زیر هستند:
{\displaystyle \mathbf {S} =\cos \phi _{s}\cos \lambda _{s}{\mathbf {i} }+\cos \phi _{s}\sin \lambda _{s}{\mathbf {j} }+\sin \phi _{s}{\mathbf {k} },}
{\displaystyle \mathbf {V} _{oz}=\cos \phi _{o}\cos \lambda _{o}{\mathbf {i} }+\cos \phi _{o}\sin \lambda _{o}{\mathbf {j} }+\sin \phi _{o}{\mathbf {k} }.}
که در آن:
- {\displaystyle {\mathbf {i} }}، {\displaystyle {\mathbf {j} }} و {\displaystyle {\mathbf {k} }} بردارهای پایه در دستگاه مختصات زمین‌مرکز هستند.

اکنون، کسینوس زاویه اوج خورشیدی، {\displaystyle \theta _{s}}، به‌سادگی برابر است با ضرب داخلی دو بردار زیر:
{\displaystyle \cos \theta _{s}=\mathbf {S} \cdot \mathbf {V} _{oz}=\sin \phi _{o}\sin \phi _{s}+\cos \phi _{o}\cos \phi _{s}\cos(\lambda _{s}-\lambda _{o}).}
توجه داشته باشید که {\displaystyle \phi _{s}} همان {\displaystyle \delta }، یعنی میل خورشیدی است، و {\displaystyle \lambda _{s}-\lambda _{o}} معادل {\displaystyle -h} است، که {\displaystyle h} زاویه ساعتی تعریف‌شده قبلی است؛ بنابراین، این فرمت از نظر ریاضی با فرمول ارائه‌شده قبلی یکسان است.
علاوه بر این، در مرجع فرمول زاویه سمت خورشیدی نیز به‌صورت مشابه و بدون استفاده از مثلثات کروی استخراج شده است.

### کمینه و بیشینه

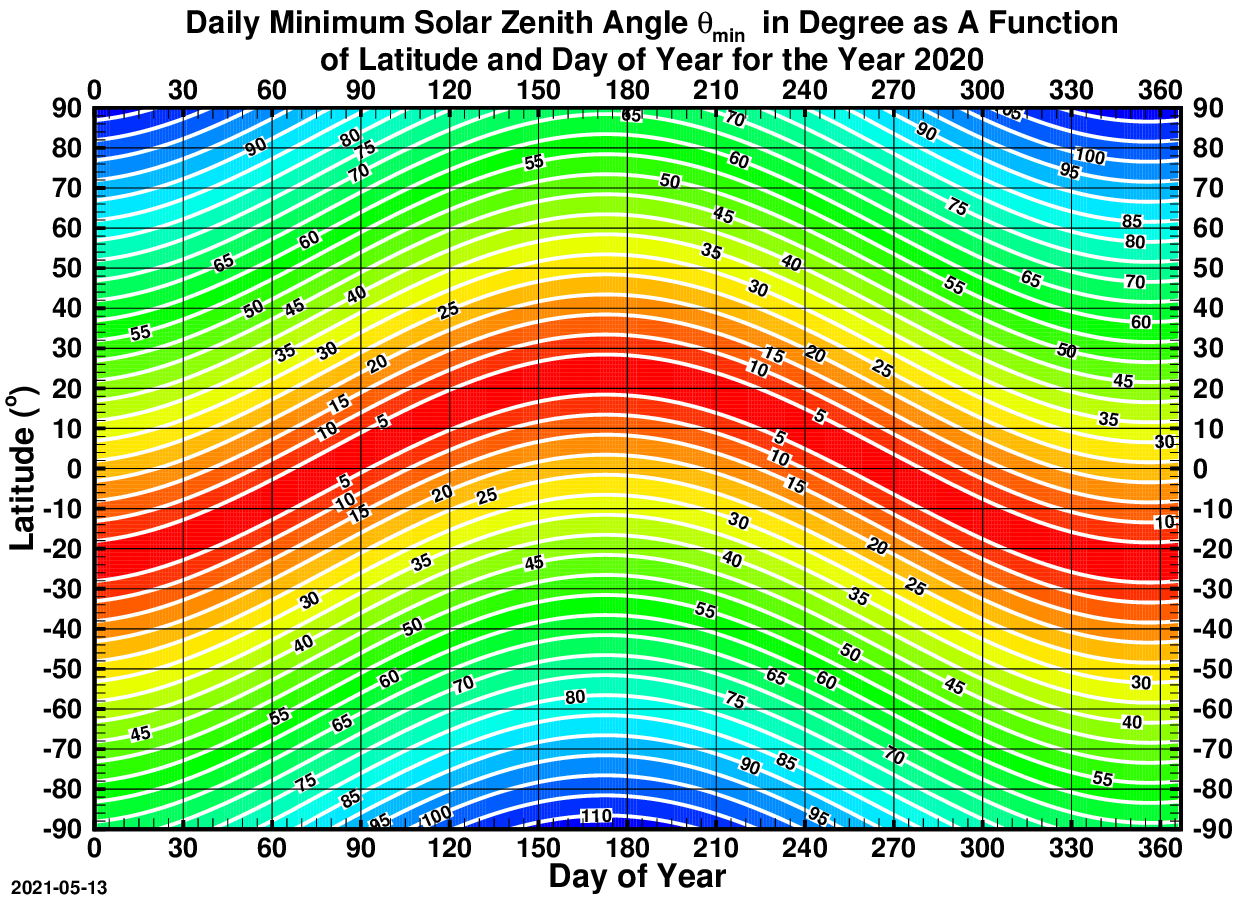
حداقل روزانه زاویه اوج خورشیدی به‌عنوان تابعی از عرض جغرافیایی و روز سال برای سال ۲۰۲۰.

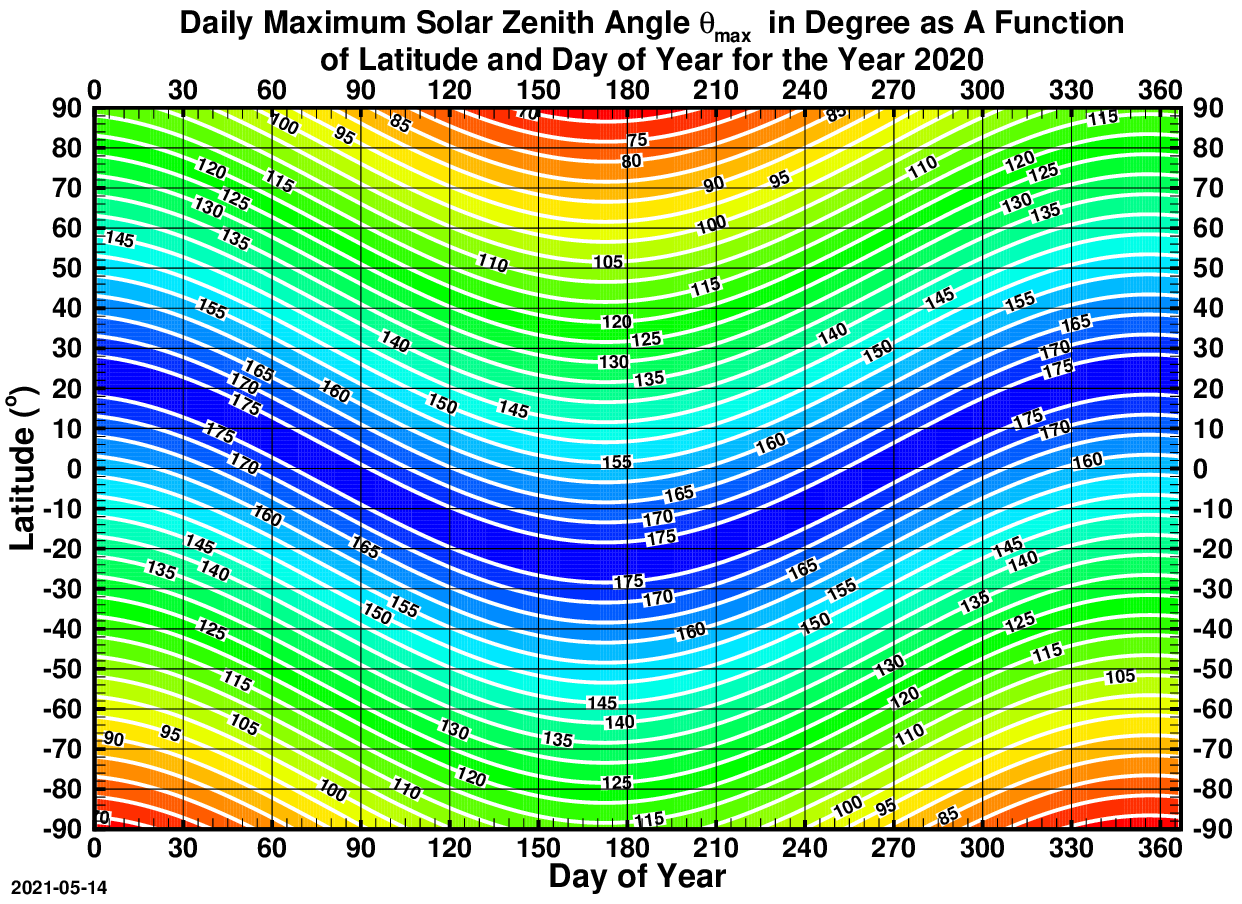
حداکثر روزانه زاویه اوج خورشیدی به‌عنوان تابعی از عرض جغرافیایی و روز سال برای سال ۲۰۲۰.

در هر مکان معین و در هر روز معین، زاویه اوج خورشیدی، {\displaystyle \theta _{s}}، در ظهر خورشیدی محلی به کمینهٔ خود، {\displaystyle \theta _{\text{min}}}، می‌رسد، زمانی که زاویه ساعتی {\displaystyle h=0} یا {\displaystyle \lambda _{s}-\lambda _{o}=0} است. به‌طور دقیق:
{\displaystyle \cos \theta _{\text{min}}=\cos(|\phi _{o}-\phi _{s}|)}
{\displaystyle \theta _{\text{min}}=|\phi _{o}-\phi _{s}|}.
اگر {\displaystyle \theta _{\text{min}}>90^{\circ }} باشد، شب قطبی رخ می‌دهد.
همچنین، زاویه اوج خورشیدی، {\displaystyle \theta _{s}}، در نیمه‌شب محلی به بیشینهٔ خود، {\displaystyle \theta _{\text{max}}}، می‌رسد، زمانی که زاویه ساعتی {\displaystyle h=-180^{\circ }} یا {\displaystyle \lambda _{s}-\lambda _{o}=-180^{\circ }} است. به‌طور دقیق:
{\displaystyle \cos \theta _{\text{max}}=\cos(180^{\circ }-|\phi _{o}+\phi _{s}|)}
{\displaystyle \theta _{\text{max}}=180^{\circ }-|\phi _{o}+\phi _{s}|}.
اگر {\displaystyle \theta _{\text{max}}<90^{\circ }} باشد، روز قطبی رخ می‌دهد.

### ملاحظات
مقادیر محاسبه‌شده تقریب‌هایی هستند که به تفاوت بین عرض جغرافیایی نجومی و عرض جغرافیایی جغرافیایی بستگی دارند. اما این دو مقدار با اختلافی کمتر از ۱۲ دقیقه و ثانیه قوسی متفاوت هستند که از شعاع زاویه‌ای ظاهری خورشید کمتر است.
این فرمول اثر شکست جوی را نیز نادیده می‌گیرد.

## کاربردها
1. 1.     1.       1. طلوع/غروب خورشید

طلوع و غروب خورشید تقریباً زمانی رخ می‌دهد که زاویه اوج ۹۰° باشد، جایی که زاویه ساعتی h0 به‌صورت زیر تعریف می‌شود:
{\displaystyle \cos h_{0}=-\tan \Phi \tan \delta .}
زمان دقیق طلوع و غروب خورشید زمانی رخ می‌دهد که لبه بالایی خورشید، به دلیل شکست جوی، روی افق ظاهر شود.

### سپیدایی
میانگین روزانه وزنی زاویه اوج خورشیدی که برای محاسبه سپیدایی محلی استفاده می‌شود:
{\displaystyle {\overline {\cos \theta _{s}}}={\frac {\displaystyle \int _{-h_{0}}^{h_{0}}Q\cos \theta _{s}\,{\text{d}}h}{\displaystyle \int _{-h_{0}}^{h_{0}}Q\,{\text{d}}h}}}
که در آن Q چگالی تابش لحظه‌ای است.

### خلاصه زوایای خاص
- زاویه ارتفاع خورشیدی ۹۰° است در نقطه زیرخورشیدی، مانند روز اعتدالین در استوا در ظهر خورشیدی.
- نزدیک به ۰° است در غروب یا طلوع خورشید.
- بین −۹۰° و ۰° است در طول شب (نیمه‌شب).

محاسبات دقیق‌تر در مکان خورشید ارائه شده‌اند. دیگر تقریب‌ها نیز در دسترس هستند.